# 1896 au théâtre
| Années du théâtre : 1893 - 1894 - 1895 - 1896 - 1897 - 1898 - 1899    |
| Décennies du théâtre : 1860 - 1870 - 1880 - 1890 - 1900 - 1910 - 1920 |

## Pièces de théâtre publiées
- 25 avril : Ubu roi d'Alfred Jarry dans la revue Le Livre d'art de Paul Fort
- Aux jardins de Murcie (Maria del Carmen) de José Feliú y Codina (es), mise en scène Firmin Gémier avec Charlotte Clasis au Théâtre de l'Odéon en 1911.

## Pièces de théâtre représentées
- 8 février : Le Dindon de Georges Feydeau, Théâtre du Palais-Royal.
- 24 août : Un client sérieux, comédie en un acte de Georges Courteline représentée pour la première fois à Paris, au théâtre du Carillon, un cabaret de Montmartre.
- 17 octobre : première représentation, qui est un échec total, au théâtre Alexandra de Saint-Pétersbourg, de La Mouette, comédie d'Anton Tchekhov mise en scène par Constantin Stanislavsky. Elle connait cependant un accueil triomphal du public à sa reprise au théâtre d'art de Moscou le 17 décembre 1898.
- 22 octobre : Les Bienfaiteurs, comédie en 4 actes d'Eugène Brieux, au théâtre de la Porte-Saint-Martin.
- 3 décembre : Lorenzaccio, drame d'Alfred de Musset (écrit en 1834), Théâtre de la Renaissance.
- 7 décembre : L’Évasion, comédie en 3 actes d'Eugène Brieux, à la Comédie-Française.
- 10 décembre : Ubu Roi d'Alfred Jarry, est représentée pour la première fois par la troupe du théâtre de l'Œuvre au Nouveau-Théâtre à Paris.
- 24 décembre : Le Colonel Roquebrune de Georges Ohnet, Théâtre de la Porte-Saint-Martin.

## Naissances
- 16 avril : Boris Dobronravov, acteur du théâtre d'art de Moscou, mort le 27 octobre 1949.
- 4 septembre : Antonin Artaud, théoricien du théâtre français, mort le 4 mars 1948.

## Décès
- 28 janvier : Vladimir Stepanov, danseur et pédagogue russe, né le 29 juin 1866.
- 15 mars : Marius Bourrelly, poète et dramaturge français d'expression provençale, né le 2 février 1820.